# Vyžuonos
Vyžuonos is een plaats in de gemeente Utena in het Litouwse district Utena. De plaats telt 581 inwoners (2001).